# Mayville (Dakota del Nord)
Mayville és una població dels Estats Units a l'estat de Dakota del Nord. Segons el cens del 2000 tenia 1.953 habitants.

## Demografia
Segons el cens del 2000, Mayville tenia 1.953 habitants, 752 habitatges, i 417 famílies. La densitat de població era de 468,4 hab./km².
Dels 752 habitatges en un 23,8% hi vivien nens de menys de 18 anys, en un 46,1% hi vivien parelles casades, en un 6,6% dones solteres, i en un 44,5% no eren unitats familiars. En el 35% dels habitatges hi vivien persones soles el 18,1% de les quals corresponia a persones de 65 anys o més que vivien soles. El nombre mitjà de persones vivint en cada habitatge era de 2,16 i el nombre mitjà de persones que vivien en cada família era de 2,82.
Per edats la població es repartia de la següent manera: un 17,8% tenia menys de 18 anys, un 23,5% entre 18 i 24, un 18,3% entre 25 i 44, un 17,2% de 45 a 60 i un 23,3% 65 anys o més.
L'edat mediana era de 36 anys. Per cada 100 dones de 18 o més anys hi havia 89,5 homes.
La renda mediana per habitatge era de 34.635 $ i la renda mediana per família de 44.931 $. Els homes tenien una renda mediana de 34.107 $ mentre que les dones 21.615 $. La renda per capita de la població era de 17.079 $. Entorn del 6,2% de les famílies i el 13,4% de la població estaven per davall del llindar de pobresa.

## Poblacions més properes
El següent diagrama mostra les poblacions més properes.